# Німецьке королівство
Німе́цьке королі́вство  (лат. Regnum Teutonicorum, нім. Reich der Deutschen) — назва частини Священної Римської імперії (962-1806), розташованої на північ від великої Італійської рівнини. Титул короля Німеччини (rex Teutonicorum або Germaniae rex) носили імператори Священної Римської імперії.

## Значення
Хоча словосполучення лат. Regnum Teutonicorum загалом вважається латинським відповідником німецького виразу нім. Reich der Deutschen або Deutsches Reich (укр. «Німецька королівство» або «Німецька імперія»), його значення змінювалося залежно від епохи та мовного контексту.
Найдавніша згадка терміна лат. Regnum Teutonicorum міститься в Annales Iuvavenses maximi, написаних близько 920 року. Проте в цьому контексті він аж ніяк не означав «державу німців» чи «Німецьке королівство», а радше «королівство баварців, що говорять німецькою мовою (тобто не романськими чи слов’янськими мовами)».
Попри те, що автор літопису Annales Iuvavenses maximi рішуче заперечував приналежність герцогства Баварія (лат. Regnum Teutonicorum у цьому первісному значенні) до Східне Франкське королівство Генріха I, німецький історик Йорг Ярнут трактує цей термін як запозичену з Італії чужомовну назву, що охоплювала і франків, і алеманів і саксів. Німецький історик Йоахім Елерс, своєю чергою, наголошує, що за межами Італії в ранньому середньовіччі цей термін залишався чужоземним і не відображав самосвідомості жителів Східнофранкського королівства.
Згодом цей термін з’являється в інших контекстах. Наприклад, у листі папи Григорія VII приблизно 1073 року, адресованому духовенству Священної Римської імперії.
Термін отримав ширше поширення лише в XI столітті, причому не в офіційних документах імператорів, а в папській канцелярській мові. Це було пов’язано з політичною боротьбою: у ході Інвеститурного конфлікту папство дедалі більше заперечувало універсальну владу імператорів Священної Римської імперії, натомість стверджуючи верховенство папи над усіма духовними й світськими правителями. В офіційних папських документах титул rex Romanorum («король римлян»), який використовували правителі Священної Римської імперії, був замінений на rex Teutonicorum («король тевтонців»). Від імператорів цей термін не отримував визнання.
У Вормському конкордаті 1122 року папа Калікст II розрізняв лат. Regnum Teutonicorum та інші частини Священної Римської імперії, а саме Regna Italiae (Італійське королівство) та Burgundiae (Бургундське королівство).
Історик Бернхард Шіммельпфеннінг перекладає Teutonicum Regnum як «Німецька імперія» в лапках, але водночас підкреслює, що в ті часи ще не існувало німецької нації як такої.
Поняття «Reich» («імперія», «королівство») через свою багатозначність могло залежно від контексту позначати як всю Священну Римську імперію, так і лише її німецьку частину (regnum Teutonicum – на відміну від Італійського королівства). Це поняття мало різні рівні значення, які співіснували та перепліталися аж до кінця Нового часу.
Однак близько 1500 року чітко проявилася тенденція до того, що термін Reich дедалі частіше стосувався передусім або виключно німецького королівства (regnum Teutonicorum). Цей процес відбувався паралельно з інституційною централізацією та формуванням протонаціональної ідентичності, унаслідок чого значення поняття Deutsches Reich(«Німецька імперія») продовжувало зростати.

## Історичний контекст
Внаслідок Верденського розділу 843 Франкська імперія була розділена на частини між трьома синами імператора Людовика I Благочестивого: Лотарем I, Людовиком II і Карлом II. Старший, імператор Лотар I, отримав так зване Серединне королівство (яке по його смерті у 855 році розпалося), Людовик II Німецький отримав Східне Франкське королівство, а Карл II Лисий — Західне Франкське королівство.
Нащадки Людовика II Німецького керували Східно-Франкським королівством до початку X століття. За цей час вони розширили територію своєї держави завдяки Лотарингії. За Мерсенським договором 870 Людовик II Німецький приєднав східну частину Лотарингії, а в 880 за Рибмонським договором Людовик III Молодший приєднав до своїх володінь і західну частину Лотарингії.
Королівство Німеччина складалося з п'яти великих племінних герцогств — Саксонії, Баварії, Франконії, Швабії та Лотарингії, що за винятком останньої являли собою відносно однорідні за племінним складом напівнезалежні князівства. Під час правління малолітнього Людовика IV Дитя влада племінних герцогів значно посилилася, в той час як механізми королівської влади виявилися ослабленими. Положення ускладнювалося безперервними набігами угорців, які повністю знищили систему оборони південно-східних кордонів держави. Ініціатива щодо відбиття зовнішньої загрози та підтримки державної влади перейшла до регіональних правителів: герцогів Баварії, Саксонії та Франконії.
У 911 зі смертю короля Людовика Дитя згасла східно-франкська гілка Каролінгів. Головним претендентом на королівство, за давньогерманським звичаєм, був король Західно-Франкського королівства Карл III Простакуватий, однак німецька знать відмовилася визнати його права, вирішивши обрати нового короля з числа герцогів королівства. Спочатку корона була запропонована наймогутнішому з герцогів — герцогу Саксонському Оттону I Ясновельможному, однак 75-річний герцог відмовився від престолу. У результаті, в листопаді 911 в Форхгаймі новим королем був обраний герцог Франконії Конрад. Його вибір був підтриманий герцогами Саксонії, Баварії та Швабії. Однак недовге правління Конрада I призвело до того, що центральна влада практично перестала контролювати стан справ у герцогствах, а Лотарингія відокремилася від Східно-Франкського королівства та перейшла під управління королів Західно-Франкського королівства.
Конрад помер у 918, після чого в травні 919 новим королем був обраний герцог Саксонії Генріх I Птахолов. Однак частина феодалів не визнала Генріха, обравши королем герцога Баварії Арнульфа Злого. У літописному записі про цей факт було вперше згадано вираз Німецьке королівство (нім. Königreich Deutschland), що нерідко вважається моментом виникнення на місці Східно-Франкського королівства нової держави — Німецького королівства.
Територія, підвладна Арнульфу Злому, фактично зводилася до Баварії та околиць, а в 921 Арнульф Злий змушений був визнати королем Генріха I Птахолова. Генріх I і його нащадки не використовували назву «Німецьке королівство». Наприклад, вже в тому ж 921 році при підписанні Боннського договору Генріх I іменувався королем східних франків (лат. rex Francorum orientalium).

## Німецьке королівство при Людольфінгах
До 921 Генріху I вдалося домогтися визнання свого королівського статусу у герцогів Баварії і Швабії. У цьому ж році Генріх уклав у Бонні договір з королем Західно-Франкського королівства Карлом Простакуватим, причому Карл називав його «своїм другом, східним королем», а Генріх його — «Божою милістю королем західних франків». Незважаючи на такі люб'язності, Генріх скористався усобицями на Заході, щоб приєднати Лотарингію до Німеччини: неспокійний і непосидючий герцог Гізельберт був утихомирений і потрапив у полон до Генріха, який не тільки не позбавив його герцогства, але навіть видав за нього заміж свою дочку Гербергу в 928 . Цим було зроблено важливий крок: німецькі племена об'єдналися в одну державу, яка становила зв'язне ціле, попри те, що мала характер федерації.
За час свого правління Генріху вдалося розширити територію Німецького королівства на схід за рахунок завоювання територій, заселених слов'янами. На місці захоплених територій він заснував кілька марок для захисту своїх володінь від набігів слов'ян. Також Генріху вдалося захистити Німеччину і від набігів угорців і данців.
Генріх I помер у 936. Його наступником став старший син від другого шлюбу — Оттон I Великий.
У перші роки свого правління Оттону довелося втихомирювати повстання німецької знаті. Під час його правління Німецьке королівство значно зміцнилося: були відбиті набіги угорців (битва на річці Лех в 955), почалася активна експансія в бік слов'янських земель Поельб'я та Мекленбурга. Завоювання супроводжувалося енергійною місіонерською діяльністю в слов'янських країнах, Угорщині та Данії. Церква перетворилася на головну опору королівської влади в Німеччині. Племінні герцогства, що становили основу територіальної структури Східно-Франкського королівства, при Оттоні I були підпорядковані центральній владі. На початок 960-х років Оттон став наймогутнішим правителем серед усіх держав-спадкоємців імперії Карла Великого та набув репутацію захисника християнської церкви.
У 951 Оттон здійснив похід в Італійське королівство, приводом до якого послужило захоплення маркграфом Беренгаром II Іврейським молодої вдови короля Італії Лотаря, Адельгейди. Беренгар не зміг вчинити опір Оттону та навіть не зумів уберегти свою полонянку, що знайшла можливість втекти зі свого ув'язнення. В Адельгейди в Італії були свої прихильники і, до того ж, вона володіла такими особистими достоїнствами, що вдівець Оттон запропонував їй вступити з ним у шлюб. Їх весілля відбулося в тому ж році в Павії. З Беренгаром Оттон впорався без особливих труднощів, той прийшов до нього в Магдебург, щоб виявити свою покірність, і отримав в лен від Оттона королівство Італія.
Але в 961 Оттон був змушений здійснити другий похід в Італію, оскільки Беренгар не міг довго терпіти положення васала короля Німеччини. До Італії Оттона закликав Папа Римський Іоанн XII, якого утискав Беренгар. Коли Оттон прийшов із військом до Італії, могутність Беренгара розлетілося в порох: зібране ним військо розбіглося й Оттон безперешкодно з'явився під стінами Риму.
Прийнятий Оттон був найкращим чином: у неділю 2 лютого 962 після урочистої зустрічі папа вручив йому імператорську корону в Соборі Святого Петра, а імператор обіцяв повернути колишні церковні володіння пап. Ця дата вважається датою утворення Священної Римської імперії. Хоча сам Оттон I, очевидно, не мав наміру засновувати нову імперію та розглядав себе виключно як наступника Карла Великого, фактично, перехід імператорської корони до німецьких монархів означав остаточне відокремлення Німеччини від Західно-Франкського королівства (Франції) та формування нового державного утворення на основі німецьких і північно-італійських територій, яке виступало спадкоємицею Римської імперії та претендувало на роль покровителя християнської церкви.

## Німецьке королівство в складі Священної Римської імперії
Почавши претендувати на Італію, Оттон I став іменувати себе вже не просто франкським королем, а, подібно Карлу Великому, «королем франкським і ломбардським» (rex Francorum et Langobardorum). Ставши імператором, Оттон I використовував титул «імператор римлян і франків» (лат. imperator augustus Romanorum et Francorum). Його наступники називали себе просто римськими імператорами. Таким чином, Східне Франкське королівство перестало існувати. Тим не менш, багато істориків називають терміном «Німецьке королівство» німецьку частину Священної Римської імперії.
Відповідно, королів, які вже були обрані німецькими феодалами, але ще не стали імператорами, часто називають королями Німеччини. Однак, офіційно Оттон II називався «римським імператором» із 982 за живого батька, Генріх II був обраний як «король франкський і Ломбардський», а наступних королів до коронації папою зазвичай називали «римськими королями» (rex Romanorum) .
Другий раз, уже не в літописі, а в офіційному документі словосполучення «королівство Німеччина» (regnum teutonicorum) з'явилося в XI столітті. Його використовувала папська курія під час конфлікту папи Григорія VII з королем Генріхом IV. У XII столітті назва «королівство Німеччина» стало нерідко згадуватися в іноземних джерелах, а починаючи з Фрідріха Барбаросси — і в німецьких дипломатичних документах.
Офіційний титул «король Німеччини» вперше прийняв на себе лише в XVI столітті імператор Максиміліан I.